# Букский каньон
Букский каньон — скальный каньон на реке Горный Тикич возле села Буки (Уманский район Черкасской области).
Сам каньон небольшой, около 5 км в длину.
Река Горный Тикич течёт в протерозойских гранитах, возраст которых оценивается в 2 млрд лет, и образует глубокий (до 20 м) и узкий (местами 20—40 м) каньон, один из уступов которого — Скала Родионова. Горный Тикич вместе с реками Гнилой Тикич и Ятрань входит в бассейн Южный Буг. Перед входом в Букский каньон воды Горного Тикича стремительно скатываются с глыбы гранита, тем самым создавая шумный двухметровый водопад-перекат Выр. Возле него ещё в XIX веке построили большую водяную мельницу, от которой сохранились только фрагменты.